# Parco nazionale del Golfo di Finlandia orientale
Il parco nazionale del Golfo di Finlandia orientale (in finlandese: Itäisen Suomenlahden kansallispuisto) è un parco nazionale della Finlandia, nella Finlandia meridionale. È stato istituito nel 1982 e occupa una superficie di 6,7 km².